# My Hero Academia-afsnit
My Hero Academia er en animeserie baseret på Kōhei Horikoshis mangaserie af samme navn. Anime-adapteringen produceret af Bones blev annonceret i Weekly Shonen Jump den 29. oktober 2015. Serien er instrueret af Kenji Nagasaki, skrevet af Yōsuke Kuroda, har karakter-designs lavet af Yoshihiko Umakoshi, der også agerer ledende animationsinstruktør, og musik komponeret af Yuki Hayashi. Historien følger Izuku Midoriya, en dreng uden Superkræfter i en verden, hvor det er normen at være født med dem, men som stadig drømmer om selv at bliver superhelt, og som bliver rekruteret af verdens største helt All Might, der deler sine kræfter med Izuku efter at have anerkendt hans værdi og tilmelder ham et prestigefyldt gymnasium for fremtidige superhelte.

## Sæson 1 (2016)
| Nr. i serie | Nr. i sæson | Japansk titel                                                                            | Instruktør                 | Storyboarder            | Japansk visning | Dansk visning       |
| --- | ----------- | ---------------------------------------------------------------------------------------- | -------------------------- | ----------------------- | --------------- | ------------------- |
| 1 | 1           | "Midoriya Izuku: Orijin" (緑谷出久：オリジン) Oversat: "Izuku Midoriya: Oprindelse"      | Takurō Tsukada             | Kenji Nagasaki          | 3. april 2016   | Ikke vist i Danmark |
| I en verden hvor størstedelen af verden er født med særlige evner kaldet "Træk" er Izuku Midoriya en ung dreng, der altid har drømt om at være helt, til trods for at han ikke selv har noget Træk, indtil han en dag bliver angrebet af en skurk gjort af slam og reddes af ingen ringere end All Might, den største helt i verden samt Izukus barndomshelt. Efter at have sikret sig, at Izuku har det fint, skal All Might til at tage af sted med skurken, som han har fanget i en flaske, men Izuku griber om hans ben og ender med at flyve af sted med ham. Efter All Might lander på taget af en bygning, spørger Izuku, om det er muligt for en som ham, der ikker har noget Træk, at blive en helt. |             |                                                                                          |                            |                         |                 |                     |
| 2 | 2           | "Hīrō no Jōken" (ヒーローの条件) Oversat: "Det der skal til for at blive en helt"        | Daisuke Tsukushi           | Kenji Nagasaki          | 10. april 2016  | Ikke vist i Danmark |
| Izuku opdager, at All Mights sande form er en skrøbelig, udtæret og afmagret mand, der for fem år siden led skade i sine åndedrætsorganer, hvilket afholder ham fra at bruge sine kræfter mere end 3 timer om dagen. All Might fortæller Izuku, at han bør opgive at blive helt og fokusere på mere realistiske drømme. Modløst drager Izuku hjem, blot for at se sin klassekammerat og mobber, Katsuki Bakugo, blive angrebet af den samme slam-skurk, som All Might fangede, men undslap da Izuku klyngede sig til All Mights ben. Uden nogen helte i nærheden til at hjælpe, farer Izuku til Bakugos undsætning per instinkt. Slamskurken kommer sig og forsøger at angribe Izuku, men All Might redder ham og Bakugo, hvorefter han besejrer skurken med et eneste angreb. All Might mødes med Izuku igen og fortæller ham, at han godt kan blive en helt, hvilket får Izuku til at græde.                                                                      |             |                                                                                          |                            |                         |                 |                     |
| 3 | 3           | "Unare kin'niku" (うなれ筋肉) Oversat: "Brølende muskler"                                | Yoshifumi Sasahara         | Katsumi Terahigashi     | 17. april 2016  | Ikke vist i Danmark |
| All Might fortæller Izuku om sit Træk, "One For All", en hellig fakkel, der kan overfører dets styrke fra person til person, og som forøger sin styrke for hver gang det gives videre. Mens All Might mener, at Izuku er en værdi arvtager til hans Træk, ville det ødelægge hans utrænede krop at give det til ham med det samme. All Might planlægger et ti-måneders træningsprogram for at sikre sig, at Izuku kan blive en vært, som kan bære hans Træk. Efter ti måneder med intens træning bliver Izukus krop raffineret og muskuløs, og All Might vurderer så, at han er klar til at få All For One overdraget til ham. All Might giver Izuku et af sine hår, som han skal spise, for at få overfært All Mights Træk ved hjælp af hans DNA. |             |                                                                                          |                            |                         |                 |                     |
| 4 | 4           | "Sutaato Rain" (スタートライン) Oversat: "Startlinjen"                                   | Masato Miyoshi             | Tōru Yoshida            | 24. april 2016  | Ikke vist i Danmark |
| Efter at have modtaget All Mights Træk deltager Izuku i optagelsesprøven for det prestigefyldte gymnasium for fremtidige helte: U.A. Izuku mangler erfaring, hvilket betyder han hurtigt sakker bagud, indtil én af de andre eksaminander, Ochaco Uraraka, finder sig selv i stor fare, og han kommer hende til undsætning. Han formår at bruge One For All til at afgive et kraftigt slag, der med det samme udsletter en kæmpe robot, men som brækker hans arm i undervejs som resultat. Én uge senere modtager Izuku sine prøveresultater fra All Might, der skal være ny lærer på U.A.-gym. Brevet indeholder en video af Uraraka, der beder en af lærerne, Present Mic, om at give hendes point til Izuku, fordi han reddede hende. Til trods for at Izuku scorede nul point i den praktiskeprøve, fik han 60 redningspoint, hvilket giver ham mere end rigeligt til at bestå prøven og blive optaget på U.A.-gym.                                             |             |                                                                                          |                            |                         |                 |                     |
| 5 | 5           | "Ima Boku ni Dekiru Koto wo" (今 僕に出来ることを) Oversat: "Hvad jeg kan gøre for nu"   | Satoshi Nakagawa           | Katsuyuki Kodera        | 1. maj 2016     | Ikke vist i Danmark |
| Izuku påbegynder sin første dag på U.A. som en del af klasse Klasse 1-A sammen med Bakugo og Uraraka. Deres klasselærer, Shota Aizawa, afholder en fysisk prøve for at evaluere elevernes brug af deres Træk, og han truer med at bortvise den værst-rangerende elev. Ud af stand til at bruge sit Træk uden at brække sine knogler igen har Izuku kun ét forsøg til at få et godt resultat under prøvens sidste del: kast en bold så langt som muligt. Han kaster bolden, og i sidste øjeblik koncentrerer han One For All i sin fingerspids. Det eksplosive kast giver ham den højeste score og brækker kun hans finger, hvilket ikke bare imponerer hans klassekammerater, men også hans lærer og All Might. |             |                                                                                          |                            |                         |                 |                     |
| 6 | 6           | "Takere Kusonādo" (猛れクソナード) Oversat: "Ras, din forbandede nørd"                   | Takurō Tsukada             | Kō Matsuo               | 8. maj 2016     | Ikke vist i Danmark |
| Træk-evalueringen afsluttes med Izuku den laveste score. Dog afslører Aizawa, til elevernes chok, at bortvisningsreglen var et trick til at få dem til at gøre deres bedste. Dagen efter har 1-A deres Basal Heltetrænings-time med All Might som lærer. Nu iklædt deres egene heltekostumer gives eleverne en simuleret kamp i hold af to for at afprøve deres evner. Izuku danne par med Uraraka, som han sidenhen er blevet venner med, og hans modstander er Tenya Ida og en rasende Bakugo, som er vred over at have lært at Izuku pludselig har et Træk. Bakugo angriber med det samme Izuku, some testen begynder, men bliver overrasket, da hans angreb bliver forudset og afværget. Izuku fortæller Bakugo, at han ikke længere er den svage og forsvarsløse "Deku", som han altid har gjort grin af. |             |                                                                                          |                            |                         |                 |                     |
| 7 | 7           | "Deku bāsasu Kacchan" (デクvsかっちゃん) Oversat: "Deku mod Kacchan"                     | Geisei Morita              | Takayuki Tanaka         | 15. maj 2016    | Ikke vist i Danmark |
| Et flashback viser at "Deku" og "Kacchan voksede op i det samme kvarter og har kendt hinanden, siden de var børn. Bekugo blev altid rost for sit eksplosive Træk, der i sig selv var en magtfuld evne, hvilket gav ham et mereværdskompleks. Izuku behandlede dog aldrig Bakugo som om, at han var bedre, og forsøgte endda at hjælpe ham, da han faldt i floden som lille. Bakugo tog dette som en fornærmelse, som om at Izuku, til trods for at være Trækløs, så ned på ham. Selv samme vrede har han båret med sig gennem årene og med ind i prøvekampen. Den simulerede kamp fortsætte med at Izuku knap kan hold stand mod Bakugos voldsomme angreb, hvilket overlod Uraraka om at kæmpe mod Ida på egen hånd. Ude af stand til at vinde mod Bakugo bruger Izuku sit Træk til at omdirigere én af Bakugos eksplosioner for at ødelægge det område, som Ida er i, hvilket sætter ham ud af spillet og lader Uraraka vinde ved at nå frem til den falske bombe. |             |                                                                                          |                            |                         |                 |                     |
| 8 | 8           | "Sutāto Rain, Bakugō no." (スタートライン、爆豪の。) Oversat: "Bakugos startlinje"       | Yoshifumi Sasahara         | Satomi Nakamura         | 22. maj 2016    | Ikke vist i Danmark |
| Som Izuku bliver taget til skolens sygeplejerske for at blive healet, overværer Bakugo de resterende kampe mellem hans klassekammerater og intimideres af hvor stærke nogle af deres Træk er. Efter at have kommet sig forsøger Izuku at opmuntre ham, og deler endda en del af sin hemmelighed med Bakugo. Han nægter dog at tro på Izuku og svarer igen ved at indrømme sit nederlag. Inden han stormer bort advarer han Izuku om, at han først lige er ved at komme i gang, og at han ikke taber igen. All Might ankommer for at trøste Bakugo igen, men Bakugo nægter og lover, at han nok skal overgå verdens største helt, All Might selv. Samtidigt modtages nyheden om at All Might underviser på U.A. af nogen med foragt. |             |                                                                                          |                            |                         |                 |                     |
| 9 | 9           | "Ii zo Ganbare Īda-kun!" (いいぞガンバレ飯田くん！) Oversat: "Gør bare dit bedste, Ida!" | Masashi Abe                | Katsuyuki Kodera        | 29. maj 2016    | Ikke vist i Danmark |
| Midt i 1-As time annoncerer Aizawa, at klassen skal vælge en formand, som lader eleverne få en smule mere anerkendelse. Til hans overraskelse blive Izuku valgt som repræsentant ved en afstemning, men han ender med at overdrage stillingen til Ida, da han og hans venner mener, han er passer bedre til rollen. 1-A skal ud på endnu en feltøvelse, hvor de mødes med den berømte helt, Thirteen. Hun tager imod dem og viser eleverne hendes favilitet U.S.J., men kort efter at have forklaret øvelsen, dukker en gruppe kendt som "Skurkeforbundet" pludseligt op gennem en sort portal. |             |                                                                                          |                            |                         |                 |                     |
| 10 | 10          | "Michi to no Sōgū" (未知との遭遇) Oversat: "Et møde med det ukendte"                     | Takurō Tsukada             | Shinji Ishihira         | 5. juni 2016    | Ikke vist i Danmark |
| 11 | 11          | "Gēmu Ōbā" (ゲームオーバー) Oversat: "Game over"                                         | Takahiro Natori            | Takahiro Natori         | 12. juni 2016   | Ikke vist i Danmark |
| 12 | 12          | "Ōru Maito" (オールマイト) Oversat: "All Might"                                          | Tsuyoshi Tobita, Hakuyu Go | Tōru Yoshida, Hakuyu Go | 19. juni 2016   | Ikke vist i Danmark |
| 13 | 13          | "Onoono no Mune ni" (各々の胸に) Oversat: "I hvert af vores hjerter"                     | Tomo Ōkubo                 | Katsuyuki Kodera        | 26. juni 2016   | Ikke vist i Danmark |

## Sæson 2 (2017)
| Nr. i serie | Nr. i sæson | Japansk titel | Instruktør                | Storyboarder    | Japansk visning    | Dansk visning       |
| ----------- | ----------- | --- | ------------------------- | --------------- | ------------------ | ------------------- |
| 14          | 1           | "Sou iu Koto ne Ochako-san" (そういうことね お茶子さん) Oversat: "Det var idéen, Ochaco"                                   | Tetsuya Miyanishi         | Kenji Nagasaki  | 1. april 2017      | Ikke vist i Danmark |
| 15          | 2           | "Unare Taiikusai" (うなれ体育祭) Oversat: "Brølende sportsfestival"                                                        | Tomo Ōkubo                | Kō Matsuo       | 8. april 2017      | Ikke vist i Danmark |
| 16          | 3           | "Minna Koseiteki de ii ne" (みんな個性的でいいね) Oversat: "På deres egen, særprægede måde"                                | Hitomi Ezoe               | Shinji Ishihira | 15. april 2017     | Ikke vist i Danmark |
| 17          | 4           | "Saku Saku Saku" (策策策) Oversat: "Strategi, strategi, strategi"                                                          | Takudai Kakuchi           | Kō Matsuo       | 22. april 2017     | Ikke vist i Danmark |
| 18          | 5           | "Kibasen Kecchaku" (騎馬戦決着) Oversat: "Kavalerikamp-finalen"                                                            | Tetsuya Miyanishi         | Ken Ōtsuka      | 29. april 2017     | Ikke vist i Danmark |
| 19          | 6           | "Subete o Motte Umareta Otokonoko" (全てを持って生まれた男の子) Oversat: "Drengen født med det hele"                       | Yōhei Fukui               | Seiji Mizushima | 6. maj 2017        | Ikke vist i Danmark |
| 20          | 7           | "Kachimake" (勝ち負け) Oversat: "Sejr eller nederlag"                                                                      | Tomo Ōkubo                | Tomo Ōkubo      | 13. maj 2017       | Ikke vist i Danmark |
| 21          | 8           | "Furue! Charenjā" (奮え！チャレンジャー) Oversat: "Kæmp videre, udfordrere!"                                               | Satoshi Takafuji          | Kō Matsuo       | 20. maj 2017       | Ikke vist i Danmark |
| 22          | 9           | "Bakugō bāsasu Uraraka" (爆豪vs麗日) Oversat: "Bakugo mod Uraraka"                                                         | Hitomi Ezoe               | Shinji Ishihira | 27. maj 2017       | Ikke vist i Danmark |
| 23          | 10          | "Todoroki Shōto: Orijin" (轟 焦凍:オリジン) Oversat: "Shoto Todoroki: Oprindelse"                                          | Tetsuya Miyanishi         | Shinji Satō     | 3. juni 2017       | Ikke vist i Danmark |
| 24          | 11          | "Īda-kun Faito" (飯田くんファイト) Oversat: "Kamp, Ida"                                                                    | Tōru Yoshida              | Ken Ōtsuka      | 10. juni 2017      | Ikke vist i Danmark |
| 25          | 12          | "Todoroki bāsasu Bakugō" (轟vs爆豪) Oversat: "Todoroki mod Bakugo"                                                         | Satoshi Takafuji          | Ken Ōtsuka      | 17. juni 2017      | Ikke vist i Danmark |
| 26          | 13          | "Namae o Tsuke te Miyō no Kai" (名前をつけてみようの会) Oversat: "Tid til at få valgt navne"                               | Takudai Kakuchi           | Satomi Nakamura | 24. juni 2017      | Ikke vist i Danmark |
| 27          | 14          | "Kaiki! Guran Torino Arawaru" (怪奇!グラントリノ現る) Oversat: "Bizart! Gran Torino dukker op"                             | Yūji Ōya                  | Kō Matsuo       | 8. juli 2017       | Ikke vist i Danmark |
| 28          | 15          | "Midoriya to Shigaraki" (緑谷と死柄木) Oversat: "Midoriya og Shigaraki"                                                    | Tomo Ōkubo                | Tomo Ōkubo      | 15. juli 2017      | Ikke vist i Danmark |
| 29          | 16          | "Hīrō Goroshi Sutein bāsasu U.A. Seito" (ヒーロー殺し ステインvs雄英生徒) Oversat: "Heltedræberen Stain mod U.A.-eleverne" | Hitomi Ezoe, Sayaka Ikeda | Michio Fukuda   | 22. juli 2017      | Ikke vist i Danmark |
| 30          | 17          | "Ketchaku" (決着) Oversat: "Klimaks"                                                                                       | Satoshi Takafuji          | Ken Ōtsuka      | 29. juli 2017      | Ikke vist i Danmark |
| 31          | 18          | "'Hīrō Goroshi Sutein' Sono Yoha" (「ヒーロー殺しステイン」その余波) Oversat: "Efterspillet af Heltedræberen Stain"        | Takudai Kakuchi           | Seiji Mizushima | 5. august 2017     | Ikke vist i Danmark |
| 32          | 19          | "Sorezore no Shokuba Taiken" (それぞれの職場体験) Oversat: "Alles praktikophold"                                           | Ikurō Satō                | Shinji Satō     | 12. august 2017    | Ikke vist i Danmark |
| 33          | 20          | "Shire!! Mukashi no Hanashi" (知れ!!昔の話) Oversat: "Hør efter! En fortælling fra fortiden"                               | Takayuki Yamamoto         | Kō Matsuo       | 19. august 2017    | Ikke vist i Danmark |
| 34          | 21          | "Sonaero Kimatsu Tesuto" (備えろ期末テスト) Oversat: "Udrustning til eksaminerne"                                          | Tomo Ōkubo                | Shinji Ishihira | 2. september 2017  | Ikke vist i Danmark |
| 35          | 22          | "Yaoyorozu: Raijingu" (八百万：ライジング) Oversat: "Yaoyorozu: Oprejsning"                                                | Takudai Kakuchi           | Michio Fukuda   | 9. september 2017  | Ikke vist i Danmark |
| 36          | 23          | "Mukero Hitokawa" (むけろ一皮) Oversat: "At skrabe lakken af"                                                              | Satoshi Takafuji          | Ken Ōtsuka      | 16. september 2017 | Ikke vist i Danmark |
| 37          | 24          | "Bakugō Katsuki: Orijin" (爆豪勝己：オリジン) Oversat: "Katsuki Bakugo: Oprindelse"                                        | Tomo Ōkubo                | Shinji Satō     | 23. september 2017 | Ikke vist i Danmark |
| 38          | 25          | "Enkauntā" (エンカウンター) Oversat: "Mødet"                                                                               | Takudai Kakuchi           | Kō Matsuo       | 30. september 2017 | Ikke vist i Danmark |

## Sæson 3 (2018)
| Nr. i serie | Nr. i sæson | Japansk titel                                                          | Instruktør               | Storyboarder      | Japansk visning    | Dansk visning       |
| ----------- | ----------- | ---------------------------------------------------------------------- | ------------------------ | ----------------- | ------------------ | ------------------- |
| 39          | 1           | "Gēmu Sutāto" (ゲーム・スタート)                                       | Takudai Kakuchi          | Takudai Kakuchi   | 7. april 2018      | Ikke vist i Danmark |
| 40          | 2           | "Wairudo Wairudo Pusshīkyattsu" (ワイルド・ワイルド・プッシーキャッツ) | Tomo Ōkubo               | Shinji Satō       | 14. april 2018     | Ikke vist i Danmark |
| 41          | 3           | "Kōta-kun" (洸汰くん)                                                  | Tetsuya Miyanishi        | Satoshi Matsumoto | 21. april 2018     | Ikke vist i Danmark |
| 42          | 4           | "Boku no Hīrō" (僕のヒーロー)                                          | Shōji Ikeno              | Michio Fukuda     | 28. april 2018     | Ikke vist i Danmark |
| 43          | 5           | "Buchikomu Tekken!!!" (ブチ込む鉄拳!!!)                                | Naoki Hishikawa          | Ken Ōtsuka        | 5. maj 2018        | Ikke vist i Danmark |
| 44          | 6           | "Ganaru Fūunkyū" (がなる風雲急)                                        | Shōji Ikeno              | Shinji Satō       | 12. maj 2018       | Ikke vist i Danmark |
| 45          | 7           | "Ten Ten Ten!" (転転転!)                                               | Tomo Ōkubo               | Tomo Ōkubo        | 19. maj 2018       | Ikke vist i Danmark |
| 46          | 8           | "Īda-kara Midoriya e" (飯田から緑谷へ)                                 | Tetsuya Miyanishi        | Shinji Ishihira   | 26. maj 2018       | Ikke vist i Danmark |
| 47          | 9           | "Ōru Fō Wan" (オール・フォー・ワン)                                    | Yūsuke Kamata            | Ken Ōtsuka        | 2. juni 2018       | Ikke vist i Danmark |
| 48          | 10          | "Heiwa no Shōchō" (平和の象徴)                                         | Yūji Ōya                 | Shinji Ishihira   | 9. juni 2018       | Ikke vist i Danmark |
| 49          | 11          | "Wan Fō Ōru" (ワン・フォー・オール)                                    | Tetsuya Miyanishi        | Shinji Ishihira   | 16. juni 2018      | Ikke vist i Danmark |
| 50          | 12          | "Hajimari no Owari Owari no Hajimari" (始まりの終わり 終わりの始まり)  | Shōji Ikeno              | Satomi Nakamura   | 23. juni 2018      | Ikke vist i Danmark |
| 51          | 13          | "Haire Ryō" (入れ寮)                                                   | Tetsuya Miyanishi        | Takashi Kawabata  | 30. juni 2018      | Ikke vist i Danmark |
| 52          | 14          | "Ame Hissatsuwaza" (編め必殺技)                                        | Satoshi Takafuji         | Shinji Ishihira   | 14. juli 2018      | Ikke vist i Danmark |
| 53          | 15          | "Za Shiken" (THE試験)                                                  | Masahiro Mukai           | Kō Matsuo         | 21. juli 2018      | Ikke vist i Danmark |
| 54          | 16          | "Haiyoru Shiketsu Kōkō" (這い寄る士傑高校)                             | Tetsuya Miyanishi        | Motonobu Hori     | 28. juli 2018      | Ikke vist i Danmark |
| 55          | 17          | "Ichi-Nen Ei-Gumi" (1年A組)                                            | Takahiro Hasui           | Shinji Ishihira   | 4. august 2018     | Ikke vist i Danmark |
| 56          | 18          | "Rush!"                                                                | Shōji Ikeno              | Atsushi Takahashi | 11. august 2018    | Ikke vist i Danmark |
| 57          | 19          | "Kyūjo Enshū" (救助演習)                                               | Masahiro Mukai           | Shinji Ishihira   | 18. august 2018    | Ikke vist i Danmark |
| 58          | 20          | "Tokubetsu-hen・Ai de Chikyū o Sukue!" (特別編・愛で地球を救え!)       | Tetsuya Miyanishi        | Shinji Satō       | 25. august 2018    | Ikke vist i Danmark |
| 59          | 21          | "Nani o Shitendayo" (何をしてんだよ)                                   | Ikurō Satō               | Shinji Satō       | 1. september 2018  | Ikke vist i Danmark |
| 60          | 22          | "Temee no "Kosei" no Hanashida" (てめェの"個性"の話だ)                 | Tomo Ōkubo               | Shinji Ishihira   | 8. september 2018  | Ikke vist i Danmark |
| 61          | 23          | "Deku bāsasu Kacchan 2" (デクvsかっちゃん2)                            | Masashi Abe, Shōji Ikeno | Shinji Satō       | 15. september 2018 | Ikke vist i Danmark |
| 62          | 24          | "Deai no Kisetsu" (出会いの季節)                                       | Tomo Ōkubo               | Shinji Ishihira   | 22. september 2018 | Ikke vist i Danmark |
| 63          | 25          | "Muteki" (無敵)                                                        | Kenji Nagasaki           | Kenji Nagasaki    | 29. september 2018 | Ikke vist i Danmark |

## Sæson 4 (2019–20)
| Nr. i serie | Nr. i sæson | Japansk titel                                                                                        | Instruktør                     | Storyboarder                     | Japansk visning   | Dansk visning       |
| ----------- | ----------- | --- | ------------------------------ | -------------------------------- | ----------------- | ------------------- |
| 64          | 1           | "Sukūpu U.A. Ichi-Nen Ei-Gumi" (スクープ雄英1年A組)                                                  | Naomi Nakayama                 | Masahiro Mukai                   | 12. oktober 2019  | Ikke vist i Danmark |
| 65          | 2           | "Ōbāhōru" (オーバーホール)                                                                           | Tomo Ōkubo                     | Masahiro Mukai                   | 19. oktober 2019  | Ikke vist i Danmark |
| 66          | 3           | "Bōi Mītsu" (ボーイ・ミーツ…)                                                                        | Masashi Abe                    | Takashi Kawabata                 | 26. oktober 2019  | Ikke vist i Danmark |
| 67          | 4           | "Aragau Unmei" (抗う運命)                                                                            | Shōji Ikeno                    | Kō Matsuo                        | 9. november 2019  | Ikke vist i Danmark |
| 68          | 5           | "Gattsuda Rettsura Reddo Raiotto" (ガッツだレッツラレッドライオット)                                 | Tetsuya Miyanishi              | Shinji Ishihira                  | 16. november 2019 | Ikke vist i Danmark |
| 69          | 6           | "Iyana Hanashi" (嫌な話)                                                                             | Tomo Ōkubo                     | Tomo Ōkubo                       | 23. november 2019 | Ikke vist i Danmark |
| 70          | 7           | "Go!!"                                                                                               | Miwa Sasaki                    | Miwa Sasaki                      | 30. november 2019 | Ikke vist i Danmark |
| 71          | 8           | "Biggu 3 no San'ītā" (ビッグ3のサンイーター)                                                         | Masashi Abe                    | Shinji Satō                      | 7. december 2019  | Ikke vist i Danmark |
| 72          | 9           | "Reddo Raiotto" (烈怒頼雄斗)                                                                         | Shōji Ikeno                    | Shinji Ishihira                  | 14. december 2019 | Ikke vist i Danmark |
| 73          | 10          | "Shukkō" (出向)                                                                                      | Tomo Ōkubo                     | Tomo Ōkubo                       | 21. december 2019 | Ikke vist i Danmark |
| 74          | 11          | "Rumirion" (ルミリオン)                                                                              | Tetsuya Miyanishi              | Tetsuya Miyanishi                | 28. december 2019 | Ikke vist i Danmark |
| 75          | 12          | "Mienai Kibō" (見えない希望)                                                                         | Shōji Ikeno                    | Kō Matsuo                        | 4. januar 2020    | Ikke vist i Danmark |
| 76          | 13          | "Mugen Hyaku-pāsento" (無限100%)                                                                     | Masashi Abe, Tetsuya Miyanishi | Takashi Kawabata, Masahiro Mukai | 11. januar 2020   | Ikke vist i Danmark |
| 77          | 14          | "Akarui Mirai" (明るい未来)                                                                          | Miwa Sasaki                    | Miwa Sasaki                      | 18. januar 2020   | Ikke vist i Danmark |
| 78          | 15          | "Kusuburu Honō" (燻る炎)                                                                             | Shōji Ikeno                    | Naomi Nakayama                   | 25. januar 2020   | Ikke vist i Danmark |
| 79          | 16          | "Tsukame Gaki Kokoro" (掴めガキ心)                                                                   | Hidekazu Hara                  | Hidekazu Hara                    | 1. februar 2020   | Ikke vist i Danmark |
| 80          | 17          | "Hokkore Karimen Kōshū" (ホッコれ仮免講習)                                                           | Masashi Abe                    | Takashi Kawabata                 | 8. februar 2020   | Ikke vist i Danmark |
| 81          | 18          | "Bunkasai" (文化祭)                                                                                  | Tetsuya Miyanishi              | Shinji Ishihira                  | 15. februar 2020  | Ikke vist i Danmark |
| 82          | 19          | "Bunkasai-tte Junbi-shiteru Toki ga Ichiban Tanoshii yo ne" (文化祭って準備してる時が一番楽しいよね) | Shōji Ikeno                    | Kō Matsuo                        | 22. februar 2020  | Ikke vist i Danmark |
| 83          | 20          | "Gōrudo Tippusu Inperiaru" (ゴールドティップスインペリアル)                                          | Masashi Abe                    | Naomi Nakayama                   | 29. februar 2020  | Ikke vist i Danmark |
| 84          | 21          | "Deku bāsasu Jentoru Kuriminaru" (デクVSジェントル・クリミナル)                                      | Shōji Ikeno                    | Shinji Ishihira                  | 7. marts 2020     | Ikke vist i Danmark |
| 85          | 22          | "Kaisai Bunkasai!!" (開催文化祭!!)                                                                   | Miwa Sasaki                    | Miwa Sasaki                      | 14. marts 2020    | Ikke vist i Danmark |
| 86          | 23          | "Tare Nagase! Bunkasai!" (垂れ流せ！文化祭！)                                                        | Shōji Ikeno                    | Shinji Satō                      | 21. marts 2020    | Ikke vist i Danmark |
| 87          | 24          | "Hīrō Birubōdo Chāto Jeipī" (ヒーロービルボードチャートJP)                                           | Masashi Abe                    | Naomi Nakayama                   | 28. marts 2020    | Ikke vist i Danmark |
| 88          | 25          | "Hajimarino" (始まりの)                                                                              | Tetsuya Miyanishi              | Tetsuya Miyanishi                | 4. april 2020     | Ikke vist i Danmark |

## Sæson 5 (2021)
| Nr. i serie | Nr. i sæson | Japansk titel                                                        | Instruktør                                | Storyboarder           | Japansk visning    | Dansk visning       |
| ----------- | ----------- | -------------------------------------------------------------------- | ----------------------------------------- | ---------------------- | ------------------ | ------------------- |
| 89          | 1           | "Zen'in Shutsudō! Ichi-nen Ē-gumi" (全員出動！1年A組)                | Tsuyoshi Tobita                           | Masahiro Mukai         | 27. marts 2021     | Ikke vist i Danmark |
| 90          | 2           | "Omokage" (面影)                                                     | Shōji Ikeno                               | Kō Matsuo              | 3. april 2021      | Ikke vist i Danmark |
| 91          | 3           | "Gekitotsu! Ē-gumi bāsasu Bī-gumi" (激突！A組 VS B組)                | Ikurō Satō                                | Shinji Ishihira        | 10. april 2021     | Ikke vist i Danmark |
| 92          | 4           | "Soreike Shinsō-kun!" (それ行け心操くん！)                           | Tomo Ōkubo                                | Tomo Ōkubo             | 17. april 2021     | Ikke vist i Danmark |
| 93          | 5           | "Shin Waza Sokkyō Operēshon" (新技即興オペレーション)                | Tsuyoshi Tobita                           | Shinji Satō            | 24. april 2021     | Ikke vist i Danmark |
| 94          | 6           | "Saki o Misuete" (先を見据えて)                                      | Shōji Ikeno                               | Shōji Ikeno            | 1. maj 2021        | Ikke vist i Danmark |
| 95          | 7           | "Dai San Shiai" (第3試合)                                            | Ikurō Satō                                | Shinji Ishihira        | 8. maj 2021        | Ikke vist i Danmark |
| 96          | 8           | "Dai San Shiai Ketchaku" (第3試合決着)                               | Tomo Ōkubo                                | Tomo Ōkubo             | 15. maj 2021       | Ikke vist i Danmark |
| 97          | 9           | "Sente Hisshō!" (先手必勝！)                                         | Tsuyoshi Tobita                           | Shinji Satō            | 22. maj 2021       | Ikke vist i Danmark |
| 98          | 10          | "Uketsugu Mono" (受け継ぐモノ)                                       | Shōji Ikeno                               | Shinji Satō            | 29. maj 2021       | Ikke vist i Danmark |
| 99          | 11          | "Bokura no Dai Ransen" (ぼくらの大乱戦)                              | Ikurō Satō                                | Takashi Kawabata       | 5. juni 2021       | Ikke vist i Danmark |
| 100         | 12          | "Atarashii Chikara to Ōru・Fō・Wan" (新しい力とオール・フォー・ワン) | Tomo Ōkubo                                | Kō Matsuo & Tomo Ōkubo | 12. juni 2021      | Ikke vist i Danmark |
| 101         | 13          | "Merire! Kurisumasu!" (メリれ！クリスマス！)                         | Shōji Ikeno                               | Shōji Ikeno            | 19. juni 2021      | Ikke vist i Danmark |
| 102         | 14          | "Iza! Endevā Jimusho!" (いざ！エンデヴァー事務所！)                  | Ikurō Satō                                | Takashi Kawabata       | 26. juni 2021      | Ikke vist i Danmark |
| 103         | 15          | "Hitotsu Hitotsu" (一つ一つ)                                         | Tsuyoshi Tobita                           | Tomo Ōkubo             | 10. juli 2021      | Ikke vist i Danmark |
| 104         | 16          | "Ohisashiburi Desu Serukī-san" (お久しぶりですセルキーさん)          | Ikurō Satō, Shōji Ikeno & Sayaka Morikawa | Shinji Ishihira        | 17. juli 2021      | Ikke vist i Danmark |
| 105         | 17          | "Jigoku no Todoroki-kun Chi" (地獄の轟くん家)                        | Shōji Ikeno                               | Takashi Kawabata       | 24. juli 2021      | Ikke vist i Danmark |
| 106         | 18          | "Yurusarezaru Mono" (許されざる者)                                   | Tsuyoshi Tobita                           | Shinji Satō            | 31. juli 2021      | Ikke vist i Danmark |
| 107         | 19          | "Dare Yori mo Omae wa Hīrō ni" (誰よりもおまえはヒーローに)          | Masashi Abe                               | Shinji Satō            | 14. august 2021    | Ikke vist i Danmark |
| 108         | 20          | "Boku no Viran Akademia" (僕のヴィランアカデミア)                    | Ikurō Satō & Takanori Yano                | Kō Matsuo              | 21. august 2021    | Ikke vist i Danmark |
| 109         | 21          | "Sairin-sai" (再臨祭)                                                | Masatoyo Takada                           | Takashi Kawabata       | 28. august 2021    | Ikke vist i Danmark |
| 110         | 22          | "Saddo Manzu Parēdo" (サッドマンズパレード)                          | Shōji Ikeno                               | Shōji Ikeno            | 4. september 2021  | Ikke vist i Danmark |
| 111         | 23          | "Shimura Tenko: Orijin" (志村転弧：オリジン)                         | Takayuki Yamamoto                         | Shinji Satō            | 11. september 2021 | Ikke vist i Danmark |
| 112         | 24          | "Shigaraki Tomura: Orijin" (死柄木弔：オリジン)                      | Ikurō Satō                                | Takashi Kawabata       | 18. september 2021 | Ikke vist i Danmark |
| 113         | 25          | "Sora, Takaku Gunjō" (空、高く群青)                                  | Tsuyoshi Tobita                           | Kō Matsuo              | 25. september 2021 | Ikke vist i Danmark |

## Sæson 6 (2022–23)
| Nr. i serie | Nr. i sæson | Japansk titel                                             | Instruktør        | Storyboarder      | Japansk visning   | Dansk visning       |
| ----------- | ----------- | --------------------------------------------------------- | ----------------- | ----------------- | ----------------- | ------------------- |
| 114         | 1           | "Shizukana Hajimari" (静かな始まり)                       | Tomo Ōkubo        | Tomo Ōkubo        | 1. oktober 2022   | Ikke vist i Danmark |
| 115         | 2           | "Nanbā Faibu no Miruko-san" (No.5のミルコさん)            | Shōji Ikeno       | Shōji Ikeno       | 8. oktober 2022   | Ikke vist i Danmark |
| 116         | 3           | "One's Justice"                                           | Tsuyoshi Tobita   | Takashi Kawabata  | 15. oktober 2022  | Ikke vist i Danmark |
| 117         | 4           | "Keishō" (継承)                                           | Kazuma Komatsu    | Motonobu Hori     | 22. oktober 2022  | Ikke vist i Danmark |
| 118         | 5           | "Hametsu no Borutēji" (破滅のボルテージ)                  | Ikurō Satō        | Michio Fukuda     | 29. oktober 2022  | Ikke vist i Danmark |
| 119         | 6           | "Enkauntā Ni" (エンカウンター2)                           | Tomo Ōkubo        | Tomo Ōkubo        | 5. november 2022  | Ikke vist i Danmark |
| 120         | 7           | "Dizasutā Wōkā" (災害歩行)                                | Shōji Ikeno       | Shōji Ikeno       | 12. november 2022 | Ikke vist i Danmark |
| 121         | 8           | "Viran Rengō bāsasu Yūei Sei" (敵連合vs雄英生)            | Kazuma Komatsu    | Kō Matsuo         | 19. november 2022 | Ikke vist i Danmark |
| 122         | 9           | "Bakugō Katsuki: Raijingu" (爆豪勝己：ライジング)         | Tomohiro Kamitani | Tomohiro Kamitani | 26. november 2022 | Ikke vist i Danmark |
| 123         | 10          | "Bokura no Naka no Hito" (僕らの中の人)                   | Tomo Ōkubo        | Tomo Ōkubo        | 3. december 2022  | Ikke vist i Danmark |
| 124         | 11          | "Dabi Dansu" (ダビダンス)                                 | Shōji Ikeno       | Shōji Ikeno       | 10. december 2022 | Ikke vist i Danmark |
| 125         | 12          | "Ichiru no Kibō-tachi" (一縷の希望たち)                   | Ikurō Satō        | Minoru Ōhara      | 17. december 2022 | Ikke vist i Danmark |
| 126         | 13          | "Rasuto Sutēji" (ラストステージ)                          | Tsuyoshi Tobita   | Tomo Ōkubo        | 24. december 2022 | Ikke vist i Danmark |
| 127         | 14          | "Gokukoku, Jigoku" (極々、地獄)                           | Shōji Ikeno       | Takashi Kawabata  | 7. januar 2023    | Ikke vist i Danmark |
| 128         | 15          | "Tarutarosu" (タルタロス)                                 | Tomo Ōkubo        | Tomo Ōkubo        | 14. januar 2023   | Ikke vist i Danmark |
| 129         | 16          | "Jigoku no Todoroki-kun-chi Ni" (地獄の轟くん家2)         | Kazuma Komatsu    | Takashi Kawabata  | 21. januar 2023   | Ikke vist i Danmark |
| 130         | 17          | "Hi no Fushimatsu" (火の不始末)                           | Shōji Ikeno       | Shōji Ikeno       | 28. januar 2023   | Ikke vist i Danmark |
| 131         | 18          | "Midoriya Izuku to Shigaraki Tomura" (緑谷出久と死柄木弔) | Ikurō Satō        | Shōji Ikeno       | 4. februar 2023   | Ikke vist i Danmark |
| 132         | 19          | "Zenryoku!!" (全力!!)                                     | Shōji Ikeno       | Tomohiro Kamitani | 11. februar 2023  | Ikke vist i Danmark |
| 133         | 20          | "Shikaku" (刺客)                                          | Tsuyoshi Tobita   | Shinji Satō       | 18. februar 2023  | Ikke vist i Danmark |
| 134         | 21          | "Uruwashiki Redi・Nagan" (麗しきレディ・ナガン)           | Tomo Ōkubo        | Tomo Ōkubo        | 25. februar 2023  | Ikke vist i Danmark |
| 135         | 22          | "Tomodachi" (友だち)                                      | Shōji Ikeno       | Shōji Ikeno       | 4. marts 2023     | Ikke vist i Danmark |
| 136         | 23          | "Deku bāsasu Ē-gumi" (デクvsA組)                          | Tomo Ōkubo        | Shinji Satō       | 11. marts 2023    | Ikke vist i Danmark |
| 137         | 24          | "Miseinen no Shuchō" (未成年の主張)                       | Ikurō Satō        | Kō Matsuo         | 18. marts 2023    | Ikke vist i Danmark |
| 138         | 25          | "Tsunagaru Tsunagaru" (つながるつながる)                  | Shōji Ikeno       | Shinji Satō       | 25. marts 2023    | Ikke vist i Danmark |

## Sæson 7 (2024)
| Nr. i serie | Nr. i sæson | Japansk titel                                                                  | Instruktør         | Storyboarder                                 | Japansk visning    | Dansk visning       |
| ----------- | ----------- | ------------------------------------------------------------------------------ | ------------------ | -------------------------------------------- | ------------------ | ------------------- |
| 139         | 1           | "Ōbei Girigiri!! Butchigiri no Sugoi Yatsu" (欧米ギリギリ!!ぶっちぎりの凄い奴) | Ikurō Satō         | Naomi Nakayama                               | 4. maj 2024        | Ikke vist i Danmark |
| 140         | 2           | "Bōrei" (亡霊)                                                                 | Shōji Ikeno        | Naomi Nakayama, Takahiro Komori & Tomo Ōkubo | 11. maj 2024       | Ikke vist i Danmark |
| 141         | 3           | "Viran" (敵)                                                                   | Tomo Ōkubo         | Tomo Ōkubo                                   | 18. maj 2024       | Ikke vist i Danmark |
| 142         | 4           | "Min'na ga Hīrō ni Naru Made no Monogatari" (皆がヒーローになるまでの物語)     | Shōji Ikeno        | Shōji Ikeno                                  | 25. maj 2024       | Ikke vist i Danmark |
| 143         | 5           | "Let You Down"                                                                 | Tsuyoshi Tobita    | Kazuhiro Yoneda                              | 1. juni 2024       | Ikke vist i Danmark |
| 144         | 6           | "Division"                                                                     | Takafumi Hino      | Akiko Ōtsuka                                 | 8. juni 2024       | Ikke vist i Danmark |
| 145         | 7           | "Inflation"                                                                    | Tomo Ōkubo         | Tomo Ōkubo                                   | 15. juni 2024      | Ikke vist i Danmark |
| 146         | 8           | "Futatsu no Kakushaku" (二つの赫灼)                                            | Shōji Ikeno        | Kō Matsuo                                    | 22. juni 2024      | Ikke vist i Danmark |
| 147         | 9           | "Extras"                                                                       | Michiru Itabisashi | Akiko Ōtsuka                                 | 29. juni 2024      | Ikke vist i Danmark |
| 148         | 10          | "Shōshin Shōmei!! Teoi no Hīrō" (焼身照命!! 手負いのヒーロー)                  | Tsuyoshi Tobita    | Tomo Ōkubo                                   | 13. juli 2024      | Ikke vist i Danmark |
| 149         | 11          | "Light Fades to Rain"                                                          | Shōji Ikeno        | Akiko Ōtsuka                                 | 20. juli 2024      | Ikke vist i Danmark |
| 150         | 12          | "Fusegu Mono to Okasu Mono" (禦ぐ者と侵す者)                                   | Masayuki Otsuki    | Naomi Nakayama                               | 3. august 2024     | Ikke vist i Danmark |
| 151         | 13          | "Tsuranaru Seisō" (連なる星霜)                                                 | Tomo Ōkubo         | Tomo Ōkubo                                   | 17. august 2024    | Ikke vist i Danmark |
| 152         | 14          | "Shōji-kun to Issho." (しょーじくんといっしょ。)                               | Shōji Ikeno        | Shōji Ikeno                                  | 24. august 2024    | Ikke vist i Danmark |
| 153         | 15          | "Butterfly Effect"                                                             | Tsuyoshi Tobita    | Tomo Ōkubo                                   | 31. august 2024    | Ikke vist i Danmark |
| 154         | 16          | "Koko ni Itaru Made no Tsuranari" (ここに至るまでの連なり)                     | Hyūga Yamamura     | Takafumi Hino & Hyūga Yamamura               | 7. september 2024  | Ikke vist i Danmark |
| 155         | 17          | "Hopes"                                                                        | Tomo Ōkubo         | Tomo Ōkubo                                   | 14. september 2024 | Ikke vist i Danmark |
| 156         | 18          | "It's a Small World"                                                           | Shōji Ikeno        | Shōji Ikeno                                  | 21. september 2024 | Ikke vist i Danmark |
| 157         | 19          | "I Am Here"                                                                    | Masayuki Otsuki    | Motonobu Hori                                | 28. september 2024 | Ikke vist i Danmark |
| 158         | 20          | "Shōjo no Ego" (少女のエゴ)                                                    | Tsuyoshi Tobita    | Tensai Okamura                               | 5. oktober 2024    | Ikke vist i Danmark |
| 159         | 21          | ""Kosei" Naki Tatakai" ("個性"無き戦い)                                        | Tomo Ōkubo         | Tomo Ōkubo                                   | 12. oktober 2024   | Ikke vist i Danmark |